# Goneatara eranistes
Goneatara eranistes là một loài nhện trong họ Linyphiidae.
Loài này thuộc chi Goneatara. Goneatara eranistes được Crosby & Bishop miêu tả năm 1927.